# Uncothedon aurifera
Uncothedon aurifera is een vlinder uit de familie wespvlinders (Sesiidae), onderfamilie Sesiinae.
Uncothedon aurifera is voor het eerst wetenschappelijk beschreven door Hampson in 1919. De soort komt voor in het Oriëntaals gebied.